# 2014年日本

## 在位者
- 天皇：明仁
- 内阁总理大臣：安倍晋三（自由民主党）
- 内阁官房长官：菅義伟（自由民主党）
- 最高法院长官：寺田逸郎（至3月31日）、竹崎博允（4月1日起）
- 众议院议长：伊吹文明（自由民主党）
- 参议院议长：山崎正昭（自由民主党）
- 国会：第186届常务国会

## 年度概要

### 2014年的漢字
選出代表這一年的漢字「税」。原因如下：
- 日本時隔17年調漲消費稅，稅率由5%調漲到8%，給人們生活環境帶來很大變化；原預定2015年10月調漲為10%，但日本首相安倍晉三考量經濟復甦力道，決定延期18個月調漲消費稅，並為此宣布解散眾議院進行大選問信於民。

## 大事時序

### 1月
- 1月1日：
  - 岩手县岩手郡泷泽村改为泷泽市[1]。
  - 新版公务员工资法实施，55岁以上国家公务员不再加薪。
- 1月2日·3日：
  - 第90届箱根车站竞走大赛举行，东洋大学获得总冠军。
- 1月9日：
  - 三重县四日市市工业区三菱仓库发生爆炸，5人死，12人伤。
- 1月13日：
  - 参议院议员安东尼奥·猪木自2013年11月以来，首次访问朝鲜民主主义人民共和国。

### 8月
- 8月8日：多啦A夢最高票房的電影:STAND BY ME 上映。

### 12月
- 12月2日：
  - 第47届日本众议院议员总选举公布，475席保留，1191席候选[2]。
- 12月3日：
  - 小行星探测器隼鸟2号发射升空。
- 12月14日：
  - 第47屆眾議院選舉結果揭曉，執政的自民黨與公明黨聯盟贏得超過三分之二絕對優勢席次，安倍晉三確定連任首相。